# Robert Pfleger-Forschungspreis
Der Robert Pfleger-Forschungspreis ist ein deutscher Medizinpreis, der seit 1986 von der Bamberger Doktor Robert Pfleger-Stiftung alle zwei Jahre verliehen wird. Er ist benannt nach dem deutschen Chemiker und Pharmaunternehmer Robert Pfleger. Mit dem Preis werden „herausragende wissenschaftliche Leistungen aus dem Themenbereich ‚Grundlagen und Perspektiven der Medizin‘“ (lt. Vergabeordnung der Stiftung) ausgezeichnet. Dabei werden Einzelpersonen, aber auch Forscherteams berücksichtigt. Über die Vergabe des Preises entscheidet der Stiftungsrat. Die Auszeichnung ist mit 50.000 Euro je Preisträger dotiert, bei mehr als zwei Preisträgern werden bis zu 100.000 Euro aufgeteilt.

## Preisträger
- 1986 Theodor Bücher, deutscher Physiologe, München; Karl-Julius Ullrich, deutscher Humanbiologe, Frankfurt/Main
- 1988 Konrad Beyreuther, deutscher Molekularbiologe, Heidelberg; Michel Eichelbaum, deutscher Pharmakologe, Stuttgart
- 1990 Gustav Victor Rudolf Born, deutscher Mediziner und Pharmakologe, London
- 1992 Claus Rainer Bartram, deutscher Molekularbiologe und Humangenetiker, Ulm; Stefan H. E. Kaufmann, deutscher Immunologe, Berlin; Ulrich Koszinowski, deutscher Immunologe, Ulm
- 1994 Volker ter Meulen, deutscher Immunologe, Würzburg; Klaus Rajewsky, deutscher Immunologe, Köln
- 1996 Ulf Rapp, deutscher Molekularbiologe, Würzburg; Gert Riethmüller, deutscher Immunologe, München
- 1998 Michael Dieter Kramer, deutscher Immunologe, Heidelberg; Markus Michael Simon, deutscher Molekularbiologe, Freiburg; Reinhard Wallich, deutscher Immunologe, Heidelberg
- 2000 Thomas Brandt, deutscher Neurologe, München; Johannes Dichgans, deutscher Neurologe, Tübingen; Hans-Joachim Freund, deutscher Neurologe, Düsseldorf
- 2002 Hubert E. Blum, deutscher Internist, Freiburg; Dieter Häussinger, deutscher Internist, Düsseldorf; Michael Peter Manns, deutscher Internist, Hannover
- 2004 Urs A. Meyer, schweizerischer Pharmakologe, Basel; Konrad Sandhoff, deutscher Biochemiker, Bonn
- 2006 Karl Zilles, deutscher Neurologe, Jülich
- 2008 Werner Seeger, deutscher Pneumologe, Gießen
- 2010 Hanns Hatt, deutscher Biologe und Mediziner, Bochum
- 2012 Michael Hecker, deutscher Mikrobiologe, Greifswald; Florian Holsboer, deutsch-schweizerischer Chemiker und Mediziner, München
- 2014 Rupert Handgretinger, Tübingen, und Thomas Klingebiel, Frankfurt am Main, deutsche Kinderonkologen
- 2016 Matthias Schwab, Tübingen, Klinischer Pharmakologe mit Schwerpunkt Pharmakogenomik
- 2018 Karin Scharffetter-Kochanek, Ulm, Dermatologin und Allergologin
- 2020 Ralf P. Brandes, Frankfurt am Main, Physiologe, Dirk H. Busch, München, Immunologe, Stefan Endres, München, Immunologe
- 2022 keine Vergabe
- 2024 Marion Subklewe, München, Onkologin, Juliane Walz, Tübingen, Immunologin